# أدلبرتو رومان
أدلبرتو رومان (بالإسبانية: Adalberto Román)‏ هو لاعب كرة قدم باراغواياني في مركز الدفاع، ولد في 11 أبريل 1987 في Yhú ‏ في باراغواي. شارك مع منتخب باراغواي لكرة القدم. أما مع النوادي، فقد لعب مع ريفر بليت ونادي بالميراس ونادي ليبرتاد.

## وصلات خارجية
- أدلبرتو رومان على موقع قاعدة بيانات كرة القدم.إي يو (الإنجليزية)
- أدلبرتو رومان على موقع ناشيونال فوتبول تيمز (الإنجليزية)
- أدلبرتو رومان على موقع Soccerway.com (الإنجليزية)
- أدلبرتو رومان على موقع AS.com (الإسبانية)